# 5 Symferopolski Szwadron Kozacki
5 Symferopolski Szwadron Kozacki (ros. 5-й Симферопольский казачий эскадрон) – kolaboracyjny oddział wojskowy złożony z Kozaków podczas II wojny światowej
Oddział został sformowany w lutym 1942 r. w okupowanym Symferopolu. Był pierwszym oddziałem kolaboracyjnym utworzonym przez Niemców po zajęciu Krymu. Składał się z miejscowych ochotników kozackich. Liczył ok. 240 Kozaków i ok. 60 Niemców. Był podporządkowany niemieckiej 11 Armii feldm. Ericha von Mansteina. Latem 1942 r. szwadron został przeniesiony na Kaukaz Północny, gdzie wszedł w skład nowo formowanego Kozackiego Pułku Kawalerii "Jungschulz".